# Biographisches Lexikon für Mecklenburg/Register
Register des Biographischen Lexikons für Mecklenburg, Band 1–10. Die erste Ziffer nach dem Namen (und wenn vorhanden den Geburts- und Sterbedaten) zeigt den Band des Lexikons, die zweite die Seite.

## A
- Ackermann, Theodor (1825–1896) 2, 9
- Adolf Friedrich I, Herzog von Mecklenburg–Schwerin (1588–1658) 10, 9
- Adolf Friedrich IV., Herzog von Mecklenburg-Strelitz (1738–1794) 6, 9
- Adolf Friedrich V., Großherzog von Mecklenburg-Strelitz (1848–1914) 8, 9
- Adolf Friedrich VI., Großherzog von Mecklenburg-Strelitz (1882–1918) 6, 17
- Adolf Friedrich, Herzog zu Mecklenburg (1873–1969) 5, 9
- Aepinus, Angelius (1718–1784) 2, 14
- Aepinus, Franz Ulrich Theodor (1724–1802) 9, 9
- Agnes von Braunschweig-Lüneburg (1360–1432/1434) 10, 18
- Ahlers, Wilhelm (1810–1889) 6, 21
- Alban, Ernst (1791–1856) 8, 13
- Albrecht II., Herzog (1318–1379) 6, 26
- Albrecht III., Herzog, König von Schweden (gest. 1412) 6, 33
- Albrecht VII., Herzog (1488–1547) 1, 9
- Alexandrine, Großherzogin von Mecklenburg (1803–1892) 5, 14
- Algenstaedt, Luise (1861–1947) 10, 22
- Altdorfer, Erhart (um 1480/85–1562) 8, 20
- Ambundii, Johannes (ca. 1365–1424) 3, 9
- Anastasia, Landesregentin von Mecklenburg (um 1239/45–1317) 8, 24
- Anckermann, Daniel (vor 1595–nach 1665) 6, 43
- Anna von Mecklenburg (1485–1525) Regentin Hessens 2, 18
- Anna, Herzogin (1507–1567) 1, 14
- Anna Leopoldowna Regentin Russlands (1718–1746) 2, 24
- Anna Maria, Prinzessin von Mecklenburg-Schwerin (1627–1669) 6, 47
- Arnswaldt, Georg von (1866–1952) 6, 53
- Asch, Julius (1875–1932) 7, 9
- Auguste, Erbgroßherzogin von Mecklenburg-Schwerin (1776–1871) 6, 56
- Aubert, Hermann (1826–1892) 1, 19

## B
- Bachmann, Friedrich (1860–1947) 2, 32
- Bacmeister, Lucas (1530–1608) 1, 22
- Bärensprung, Christian Johann Wilhelm (1737–1801) 4, 11
- Bärensprung, Christian Johann Wilhelm (1772–1803) 4, 13
- Bärensprung, Hans Wilhelm August Ludwig (1800–1844) 4, 14
- Bärensprung, Friedrich Wilhelm Justus Carl (1829–1881) 4, 16
- Bärensprung, Just(us) Heinrich Christoph (1789–1832) 4, 18
- Bärensprung, Wilhelm (1692–1761) 4, 9
- Balthasar, Herzog von Mecklenburg (1451–1507) 5, 18
- Balthasar, Augustin von (1701–1786) 9, 13
- Barca, Johann Georg Christian (1781–1826) 5, 22
- Barlach, Ernst (1870–1938) 5, 27
- Bartels, Karl (1884–1957) 10, 27
- Bartels, Rudolf (1872–1943) 4, 20
- Bartsch, Karl (1832–1888) 2, 35
- Bassewitz, Henning von (1814–1885) 7, 14
- Bassewitz-Lewetzow, Carl von (1855–1921) 8, 29
- Baumgarten, Karl (1910–1989) 3, 13
- Baumgarten, Michael (1812–1889) 5, 37
- Beatrix von Mecklenburg (1324–1399) 8, 34
- Becker, Conrad (gest. 1588) 5, 42
- Becker, Friedrich (1766–1852) 8, 38
- Behm, Alexander (1880–1952) 6, 60
- Behm, Heinrich (1853–1930) 10, 32
- Behn, Fritz (1878–1970) 7, 17
- Behr, Samuel (1575–1621) 7, 22
- Behrens, Ernst Christian August (1753–1817) 6, 65
- Bei der Wieden, Helge (1934–2012) 10, 36
- Beltz, Robert (1854–1942) 2, 39
- Bennert, Edgar (1890–1960) 9, 20
- Benque, Christian (1811–1883) 6, 67
- Benque, Wilhelm (1814–1895) 2, 43
- Bentzien, Hans-Ulrich (1934–1987) 7, 28
- Berg, Christian (1908–1990) 6, 71
- Bergmann, Carl (1814–1865) 2, 48
- Berno, Bischof (gest. 1191) 1, 27
- Bernstorff, Albrecht Theodor Andreas Graf von (1890–1945) 9, 27
- Bernstorff, Andreas Gottlieb von (1649–1726) 5, 48
- Bernstorff, Arthur Graf (1808–1897) 7, 33
- Berwald, Hugo (1863–1937) 7, 37
- Beste, Niklot (1901–1987) 5, 52
- Beyer, Carl (1847–1923) 5, 68
- Bilguer, Alwin Albert August Carl von (1812–1894) 9, 32
- Bilguer, Paul Rudolph von (1815–1840) 10, 43
- Bloch, Marie (1871–1944) 5, 71
- Blücher, Gebhard Leberecht von (1742–1819) 1, 32
- Bocer, Johannes (1526–1565), 3, 18
- Boddien, Johann Kaspar von (1772–1845) 5, 73
- Böddeker, Nikolaus (gest. 1459) 8, 42
- Böhmer, Bernard [Bernhard] Aloysius (1892–1945) 9, 39
- Böhmer, Margarethe (Marga) Charlotte Henriette (1887–1969) 9, 43
- Boldemann, Friedrich (1788–1865) 6, 74
- Boldt, Carl Emil (1884–1968) 2, 55
- Boldt, Carl Friedrich (1811–1878) 2, 51
- Boldt, Carl Gustav (1853–1939) 2, 53
- Boll, Ernst (1817–1868) 6, 77
- Boll, Franz (1805–1875) 6, 81
- Borchert, Jürgen (1941–2000) 10, 47
- Borcholten, Johann von (1535–1593), 3, 24
- Bording, Jacob d. Ä. (1511–1560) 1, 36
- Bothmer, Hans Caspar von (1656–1732) 7, 41
- Brandenstein, August Georg Freiherr von (1755–1836) 9, 48
- Brandenstein, Joachim Freiherr von (1864–1941) 7, 46
- Brandin, Philipp (um 1535–1594) 5, 77
- Bredel, Willi (1901–1964) 7, 50
- Bremer, Walther (1887–1926) 2, 59
- Brinckman, John (1814–1870) 5, 80
- Brockmann, Reiner (1609–1647) 4, 24
- Brunn, Walter von (1876–1952) 1, 40
- Brunow, Ludwig (1843–1913) 8, 46
- Bruns, Erich (1900–1978) 10, 52
- Buchka, Gerhard von (1851–1935) 7, 58
- Buddin, Max Johann Heinrich Fritz (1867–1946) 9, 55
- Bülow, Christian Dietrich Carl von (1767–1850) 10, 59
- Bülow, Friedrich (Vicko) von (gest. 1375) 8, 51
- Bülow, Gottfried von (gest. 1314) 8, 56
- Bülow, Heinrich von (gest. 1347) 6, 83
- Bülow, Helene von (1816–1890) 8, 60
- Bülow, Kurd von (1899–1971) 7, 63
- Bülow, Ludolf von (gest. 1339) 6, 86
- Bülow, Vollrath von (1771–1840) 7, 68
- Büsing, Otto Heinrich Johann (1837–1916) 9, 60
- Bunke, Franz (1857–1939) 5, 90
- Burenius, Arnold (1485–1566) 3, 29
- Burmeister, Joachim (1564–1629) 1, 45
- Busch, Johann Joachim (1720–1802) 8, 64
- Buttel, Friedrich Wilhelm (1796–1869) 5, 94

## C
- Carl II. Großherzog von Mecklenburg-Strelitz (1741–1816) 7, 71
- Carl Leopold, Herzog von Mecklenburg-Schwerin (1678/9–1747) 5, 99
- Caroline Luise, Erbgroßherzogin (1786–1816) 2, 64
- Carow, Heiner (1929–1997) 6, 88
- Cecilie, Kronprinzessin des deutschen Reiches und von Preußen (1886–1954) 8, 70
- Christian I. Louis, Herzog von Mecklenburg-Schwerin (1623–1692) 5, 104
- Christian Ludwig II., Herzog von Mecklenburg-Schwerin (1683–1756) 8, 75
- Christoph, Herzog (1537–1592) 1, 48
- Chrysander, Friedrich (1826–1901) 7, 79
- Chytraeus, David (1531–1600) 3, 36
- Chytraeus, Nathan (1543–1598) 2, 69
- Clement, Albert (1849–1928) 10, 65
- Cordua, Theodor (1796–1857) 6, 91
- Cothmann, Ernst (1557–1624) 1, 52
- Cothmann, Johann (1588–1661) 1, 56
- Curschmann, Hans (1875–1950) 2, 82
- Curtius, Michael (1724–1802) 2, 86

## D
- Dahlmann, Friedrich (1785–1860) 3, 43
- Daniel, Georg (1829–1913) 5, 111
- Demmler, Georg Adolf (1804–1886) 5, 117
- Denso, Johann Daniel (1708–1795) 5, 128
- Dessin, Vicco (um 1442–1495) 4, 28
- Detharding, Barthold (1558–1577) 1, 59
- Detharding, G. Christoph (1699–1784) 1, 66
- Detharding, G. Christoph d. J. (1730–1789) 1, 69
- Detharding, G. Gustav (1765–1832) 1, 69
- Detharding, G. Wilhelm (1797–1882) 1, 72
- Detharding, Georg (1645–1712) 1, 61
- Detharding, Georg (1671–1747) 1, 63
- Detharding, Georg (1604–1650) 1, 60
- Detharding, Michael (1565–1625) 1, 60
- Dewitz, Stephan Werner von (1726–1800) 9, 65
- Diehn-Bitt, Kate (1900–1978) 4, 32
- Dietz, Ludwig (gest. 1559) 2, 90
- Doebelius, Johann Jacob d. Ä. (1640–1684) 3, 47
- Doebelius, Johann Jacob d. J. (1674–1743) 3, 51
- Dolberg, Helene Clara Paula Mathilde (1881–1979) 9, 72
- Dolberg, Rudolph (1834–1893) 10, 70
- Dornblüth, Otto (1860–1922) 2, 94
- Dorothea Sophie (1692–1765) 9, 75
- Dorothea von Mecklenburg (1420–1491) 9, 82
- Dragendorff, Ernst Georg (1869–1938) 3, 59
- Dreyer, Johann Carl Heinrich (1723–1802) 6, 95
- Dreyer, Max (1862–1946) 7, 87
- Dunkelmann, Kurt Theodor Willy Paul (1906–1983) 9, 88

## E
- Ehmig, Paul (1874–1938) 4, 36
- Ehrenberg, Richard (1857–1921) 4, 42
- Eicken, Elisabeth von (1862–1940) 10, 74
- Ekhof, Konrad (1720–1778) 1, 73
- Elisabeth von Mecklenburg (1449–1506) 10, 80
- Elisabeth (Dänemark), Herzogin (1524–1586) 1, 76
- Elisabeth (Hessen), Herzogin (1596–1625) 3, 64
- Elisabeth (Mecklenburg), Prinzessin s. Anna Leopoldowna
- Elisabeth (Schweden), Herzogin (1549–1597) 3, 67 (4, 309)
- Emmehard (um 1150–1155) 4, 48
- Engelbrecht, Hermann Heinrich (1709–1760) 5, 130
- Engell, Hans Egon (1897–1974) 7, 93
- Erichson, Peter Emil (1881–1963) 9, 92
- Esch, Arno (1928–1951) 7, 99
- Eschenbach, Johann Christian d. J. (1746–1823) 3, 73
- Eschenburg, Karl (1900–1947) 4, 54
- Eschstruth, Nataly Auguste Amalie Hermine von (1860–1939) 10, 87
- Eulert, Arthur (1890–1946) 7,103
- Evers, Carl (1729–1803) 1, 80

## F
- Faber, Ägidius (gest. 1558) 6, 100
- Fallada, Hans (1893–1947) 5, 133
- Fleischmann, Wilhelm (1837–1920) 7, 107
- Flemming, Carl Friedrich (1799–1880) 9, 98
- Flemming, Walther (1843–1905) 10, 91
- Flotow, Friedrich von (1812–1883) 1, 86
- Fokker, Anton „Anthony“ Herman Gerard (1890–1939) 9, 102
- Frähn, Christian (1782–1851) 6, 104
- Franck, David (1682–1756) 3, 77
- Franck, Hans (1879–1964) 8, 80
- Frege, Gottlob (1848–1925) 3, 84
- Friderici, Daniel (1584–1638) 1, 89
- Friedrich I., Herzog von Mecklenburg-Schwerin (1717–1785) 8, 84
- Friedrich Franz I. (1756–1837) 6, 108
- Friedrich Franz II. (1823–1883) 4, 57
- Friedrich Franz III. (1851–1897) 6, 117
- Friedrich Franz IV. (1882–1945) 5, 138
- Friedrich Ludwig Erbgroßherzog von Mecklenburg-Schwerin (1778–1819) 7, 112
- Friese, Familie (1739–1896) 6, 121 (Matthias Friese, Friedrich Friese I, Friedrich Friese II, Friedrich Friese III)
- Friese, Heinrich (1860–1948) 4, 66
- Fuchs, Erika (1906–2005) 5, 143

## G
- Gaedcke, Friedrich (1828–1890) 8, 92
- Gaettens, Richard (1886–1965) 1, 91
- Gehrig, Oskar (1890–1948) 3, 88
- Genschow, Christian Friedrich (1814–1891) 9, 109
- Genschow, Georg Franz David (1828–1902) 9, 112
- Genzmer, Gottlob Burchard (1716–1771) 2, 97
- Georg, Herzog (1528–1552) 1, 97
- Georg, Großherzog von Mecklenburg-Strelitz (1779–1860) 8, 94
- Gillhoff, Johannes (1861–1930) 6, 137
- Gimpel, Bruno (1886–1943) 6, 143
- Gloeden, Wilhelm von (1856–1931) 6, 145
- Geinitz, Eugen (1854–1925) 7,119
- Goldenbaum, Ernst (1898–1990) 8, 102
- Golther, Wolfgang (1863–1945) 1, 100
- Goritz, Kurt (1874–1942) 10, 95
- Goritz, Otto Diedrich Robert (1872–1929) 9, 114
- Gothus, Petrus Johannes (1536–1616) 3, 92
- Gottschalk, Fürst (gest.1066) 1, 104
- Grabow, Robert (1885–1945) 8, 110
- Gräbke, Arnold (1900–1955) 4, 71
- Graefe, Karl Albrecht von (1868–1933) 9, 121
- Graevenitz, Wilhelmine von (1684–1744) 8, 115
- Granzow, Walter (1887–1952) 7,124
- Greve, Otto Heinrich Luis Paul Magnus Georg (1908–1968) 9, 127
- Griese, Friedrich (1890–1975) 8, 119
- Griewank, Karl (1900–1953) 6, 147
- Grimm, Eduard (1848–1932) 2, 104
- Gröning, Johannes (1669–1747) 4, 77
- Grosschopff, Carl (1835–1908) 8, 125
- Großgebauer, Theophil (1627–1661) 1, 107
- Grotefend, Hermann (1845–1931) 3, 99
- Gülzow, Martin (1910–1976) 1, 110
- Guhr, Richard (1873–1956) 5, 146
- Gundlach, Jürgen (1926–2014) 9, 132
- Gustav Adolf, Herzog von Mecklenburg-Güstrow (1633–1695) 5, 148
- Gustloff, Wilhelm (1895–1936) 4, 81
- Guttenberg, Hermann von (1881–1969) 2, 108

## H
- Haevernick, Thea-Elisabeth (1899–1982) 5, 153
- Hager, Marie (1872–1947) 2, 111
- Hahn, Carl Graf von (1782–1857) 8, 129
- Hahn, Friedrich (1742–1805) 5, 157
- Hahn-Hahn, Ida (1805–1880) 7, 132
- Hainmüller, Carl (1875–1956) 10, 102
- Hamann, Andreas (1884–1955) 8, 139
- Hamann, Gustav (1852–1919) 7,137
- Hamann, Manfred (1926–1991) 4, 84
- Hartmann, Hans Joachim Rudolf (1885–1945) 9, 136
- Hasse, Nicolaus (1617–1670) 1, 115
- Haupt, Anton Johann Friedrich (1800–1835) 6, 150
- Hederich, Bernhard (1533–1605) 9, 141
- Hedwig von Mecklenburg-Stargard (1423–1467) 9, 143
- Heeß, Wilhelm (1892–1950) 2, 114
- Hegel, Carl von (1813–1901) 2, 120
- Heinkel, Ernst (1888–1958) 5, 164
- Heinrich I. (gest. 1302) 6, 153
- Heinrich II. (gest. 1329) 6, 156
- Heinrich IV., Herzog von Mecklenburg (1417/18–1477) 10, 106
- Heinrich V., Herzog (1479–1552) 1, 116
- Heinrich Borwin I. (gest. 1227) 8, 144
- Heinrich von Alt-Lübeck, Fürst (gest. 1127) 1, 121
- Heinrich von Ribnitz (1360–1435) 4, 89
- Held, Otto (1875–1945) 10, 116
- Helene, Herzogin von Orléans (1814–1858) 3, 106 (4, 309)
- Hertel, Johann Wilhelm (1727–1789) 4, 93
- Herzfeld, Joseph (1853–1939) 8, 146
- Heshusen, Tilemann (1527–1588) 2, 127
- Heyne, Martin Christian (1930–2003) 9, 150
- Hildebrandt, Friedrich (1898–1948) 2, 132
- Hinstorff, Dethloff Carl (1811–1882) 7, 141
- Hirschberg, Else (1892–1942) 10, 120
- Hodica, (Fürstin) (?) 1, 125
- Höcker, Wilhelm (1886–1955) 5, 170
- Höfer, Johann Cyriacus (um 1605–1667) 5, 174
- Hofmeister, Adolf (1883–1956) 5, 177
- Hofmeister, Adolph (1849–1904) 5, 182
- Hoinckhusen, Bertram Chr. von (1651–1722) 4, 101
- Holdheim, Samuel (1806–1860) 7, 145
- Holtz, Gottfried (1899–1989) 2, 136
- Hopffgarten, Carl Anton Ulrich Ernst (1797–1862) 9, 154
- Hoppe, Marianne (1919–2002) 10, 124
- Hustaedt, Roderich (1878–1958) 8, 151

## I
- Iden, Peter (1620–1671) 7, 149
- Ingeborg von Mecklenburg (1368–1408) 10, 128
- Illies, Bernhard Christian Carl Ludwig (1840–1910) 9, 160

## J
- Jachenow, Peter (1530–1601) 1, 127
- Jantzen, Stephan Jacob Heinrich (1827–1913) 9, 165
- Jastram, Joachim (Jo) (1928–2011) 9, 172
- Jesse, Wilhelm (1887–1971) 2, 140
- Jetze, Joachim (geb. 1480) 1, 131
- Johann Albrecht Herzog zu Mecklenburg (1857–1920) 8, 155
- Johann Albrecht I., Herzog (1525–1576) 1, 134
- Johann Albrecht II. (1590–1636) 10, 135
- Johann VII., Herzog (1558–1592) 3, 112 (4, 309)
- Johnson, Uwe (1934–1984) 7, 153
- Josephi, Walter (1874–1945) 7, 160
- Jüchen, Aurel von (1902–1991) 6, 163
- Jungius, Joachim (1587–1657) 10, 142

## K
- Kämmerer, Ferdinand (1784–1841) 2, 145
- Kamptz, Friedrich von (1770–1838) 10, 149
- Kamptz, Karl von (1729–1849) 1, 141 (2, 286)
- Karbe, Walter (1877–1956) 6, 168
- Karl I., Herzog von Mecklenburg-Güstrow (1540–1610) 1, 138
- Karl, Herzog zu Mecklenburg-Schwerin (1782–1833) 7, 167
- Karl, Herzog zu Mecklenburg-Strelitz (1785–1837) 4, 106
- Karl Michael, Herzog zu Mecklenburg (1863–1934) 9, 178
- Karstadt, Rudolph (1856–1944) 5, 185
- Karsten, Lorenz (1751–1829) 3, 114
- Katharina von Mecklenburg, Herzogin von Sachsen (1487–1561) 7, 171
- Katharina von Mecklenburg (um 1400–1450) 9, 185
- Kathe, Johannes (1880–1965) 3, 119
- Katz, David (1884–1953) 4, 111
- Kempowski, Walter (1929–2007) 8, 161
- Kersting, Georg Friedrich (1785–1847) 4, 118
- Keyser, Abraham (1603–1652) 4, 122
- Klasen, Karl (1911–1945) 4, 128
- Kleinschmidt, Karl (1902–1978) 6, 173
- Klett, Theodor (1808–1882) 6, 178
- Kliefoth, Theodor (1810–1895) 7, 175
- Kloerss, Sophie (1866–1927) 8, 171
- Knud Laward, Fürst (1096–1131) 1, 144
- Kock, Reimar (gest. 1569) 6, 184
- Köhler, Sophia Dorothea Friederike, geb. Krüger (1789–1848) 9, 193
- Körner, Theodor (1791–1813) 8, 175
- Koester, Hans (1844–1928) 5, 189
- Koppmann, Karl (1839–1905) 3, 124
- Korff, Paul (1875–1945) 8, 181
- Kosegarten, Ludwig (1758–1818) 8, 187
- Kossel, Albrecht (1853–1927) 2, 151
- Krabbe, Otto Carsten (1805–1873) 3, 129
- Krämer-Bannow, Elisabeth (1874–1945) 8, 194
- Krantz, Albert (um 1448–1517) 4, 132
- Krause, Hermann (1902–1991) 10, 154
- Krause, Ludwig (1863–1924) 3, 136 (4, 309)
- Kröpelin, Arnold (ca. 1310–1394) 3, 140
- Krohne, Johann Wilhelm Franz von (1738–1787) 10, 159
- Krüger(-Haye), Georg (1864–1941) 4, 139
- Krüger, Theodor (1818–1885) 6, 187
- Kücken, Friedrich Willhelm (1810–1882) 8, 200
- Kundt, Marie Julia Berta Emma (1870–1932) 9, 198

## L
- Lachmund, Margarethe (1896–1985) 5, 193
- Lachs, Johannes (1929–2007) 9, 204
- Langen, Carl-Friedrich Freiherr von (1887–1934) 7, 180
- Langendorff, Oscar (1853–1908) 1, 149
- Langfeld, Adolf (1854–1939) 5, 197
- Lansemann, Robert (1908–1951) 7, 184
- Lauremberg, Peter (1585–1639) 2, 153
- Lembke, Hans (1877–1966) 3, 144
- Lehmann, Henni (1862–1937) 6, 193
- Leibinger, Josef (1858–1929) 8, 204
- Lenthe, Gaston (1805–1860) 7,187
- Lessen, Friedrich August (1780–1827) 4, 148
- Lilienstedt, Johann Paulinus Graf von (1655–1732) 7, 192
- Lisch, Georg Christian Friedrich (1801–1883) 3, 149 (4, 309)
- Lobedanz, Reinhold (1880–1955) 5, 201
- Lochner, Jacob Hieronymus (1649–1700) 10, 164
- Lorenz, Adolf Friedrich (1884–1962) 3, 161
- Loste, Conrad (um 1418–1503) 4, 151
- Louise, Königin Dänemarks (1667–1721) 1, 152
- Louise, Herzogin von Mecklenburg-Schwerin (1756–1808) 7,195
- Ludovicus, Michael (1602–1680) 10, 168
- Lütkemann, Joachim (1608–1655) 2, 156
- Lützow, Ludwig (1793–1872) 4, 155
- Luise, Königin von Preußen (1776–1810) 5, 205

## M
- Magnus II., Herzog (1441–1503) 4, 162
- Magnus III., Herzog (1509–1550) 2, 162
- Malchin, Carl (1838–1923) 6, 198
- Maltzan, Albrecht Friedrich Ludwig Otto von (1821–1877) 9, 209
- Maltzan, Ferdinand von (1778–1849) 4, 168
- Maltzan, Friedrich von (1783–1864) 7, 199
- Maltzan, Hermann Friedrich Joachim von (1843–1891) 9, 214
- Mandelslo, Johann Albrecht von (1616–1644) 5, 212
- Mansfeld, Heinz (1899–1959) 6, 204
- Mantzel, Ernst Johann Friedrich (1699–1768) 2, 166
- Marcus, Siegfried (1831–1898) 4, 172
- Margarete Sambiria (gest. 1283) 1, 155
- Marschalk, Nikolaus (gest. 1525) 7, 203
- Martius, Friedrich Wilhelm (1850–1923) 1, 160
- Masch, Gottlieb (1794–1878) 1, 165
- Massonneau, Louis (1766–1848) 2, 170
- Maybaum, Heinz (1896–1955) 5, 216
- Mayer, Emilie (1812–1883) 10, 171
- Mettenheimer, Carl (1824–1898), 5, 220
- Mevius, David (1609–1670) 2, 173
- Mewis, Karl Wilhelm Alfred (1907–1987) 9, 220
- Meyer, Gustav (1807–1884) 8, 207
- Möckel, Gotthilf Ludwig (1838–1915) 8, 210
- Möller, Otto (1892–1978) 6, 208
- Moeller, Richard (1890–1945) 6, 212
- Moltke, Helmut, von (1800–1891) 4, 177
- Moltke, Carin (ca. 1520–1564) 3, 167
- Moltmann, Carl (1884–1960) 7, 209
- Moral, Hans (1885–1933) 4, 183
- Mudra, Karl Bruno Julius von (1851–1931) 6, 215
- Mühlbach, Luise (1814–1873) 7, 214
- Müller, Ferdinand (1825–1896) 2, 181
- Müller, Heinrich (1631–1675) 1, 170
- Müller, Rudolf Karl (1813–1890) 9, 228
- Münch, Armin (1930–2013) 8, 219
- Mussaeus, Johann Nathanael (1789–1839) 3, 171

## N
- Nauwerck, Eduard (1809–1868) 4, 189
- Nesse, Hajo von (1562–1620) 7, 219
- Never, Heinrich (gest. 1553) 7, 222
- Nichtweiß, Johannes (Hans) Paul (1914–1958) 9, 231
- Nicolai, Daniel (1613–1670) 4, 192
- Niklot, Fürst (gest. 1160) 3, 176
- Nikolaus (das Kind) (ca. 1275–1314) 10, 177
- Norrmann, Gerhard Philipp Heinrich (1753–1837) 10, 180
- Nugent, Thomas (ca. 1700–1772) 3, 182

## O
- Oertzen, August, von (1777–1837) 4, 199
- Oertzen, Wilhelm von (1883–1945) 10, 186
- Ohle, Walter (1904–1971) 7, 228
- Olechnowitz, Karl-Friedrich (1920–1975) 8, 225
- Omeken, Gerdt (1485/86–1562) 8, 231
- Otto, Christian Benjamin (1676–1725) 9, 238

## P
- Paasche, Hans (1881–1920) 8, 235
- Palthen, Samuel von (1679–1750) 6, 218
- Parr, Familie 5, 226
- Parr, Christoph (16. Jh.) 5, 227
- Parr, Dominicus (16. Jh.) 5, 229
- Parr, Franciscus (gest. 1580) 5, 231
- Parr, Johann Baptist (gest. nach 1586) 5, 233
- Paschen, Friedrich (1804–1874) 7, 233
- Passow, Franz (1786–1833) 4, 203
- Paul Friedrich, Großherzog von Mecklenburg (1800–1842) 5, 236
- Pauli, Simon (1534–1591) 1, 175
- Petermann, Karl (1807–1866) 6, 222
- Petersen, Asmus (1900–1962) 4, 208
- Petersen, Johann Christian (1682–1766) 7, 237
- Philipp, Herzog (1514–1557) 1, 181
- Piper, Otto (1841–1921) 7, 243
- Piper, Reinhard (1879–1953) 8, 240
- Platz, Reinhold (1886–1966) 9, 242
- Plessen, Leopold von (1769–1837) 8, 244
- Plessen, Volrad von (1560–1631) 3, 186
- Plüschow, Gunther (1886–1931) 7, 245
- Plüschow, Wilhelm (1852–1930) 3, 190
- Podeus, Heinrich (1832–1905) 2, 185
- Polentz, Julius (1821–1869) 2, 187
- Pogge, August (1825–1884) 5, 240
- Pogge, Carl (1763–1831) 5, 242
- Pogge, Franz (1827–1902) 5, 244
- Pogge, Friedrich (1791–1843) 5, 246
- Pogge, Hermann (1831–1900) 5, 249
- Pogge, Johann (1793–1854) 5, 251
- Pogge, Luise Sophia Catharina (1799–1882) 9, 247
- Pogge, Paul (1838–1884) 5, 257
- Pohle, Carl Ludwig Friedrich (1817–1883), 5, 263
- Pressentin, Otto Bernhard von (1739–1825) 3, 193
- Pribislaw (um 1125–1178) 10, 191
- Pries, Johann Friedrich (1868–1937) 7, 251

## Q
- Quandt, Bernhardt (1903–1999) 5, 267
- Quistorp, Johann d. Ä. (1584–1648) 1, 183
- Quistorp, Johann d. J. (1624–1669) 1, 186
- Quistorp, Johann Christian Edler von (1737–1795) 6, 226

## R
- Reibnitz, Kurt von (1877–1937) 3, 197
- Reiche, Georg (um 1495–1563) 2, 193
- Reimann, Brigitte (1933–1973) 7, 256
- Reinhard, Adolf Friedrich (1726–1783) 6, 230
- Reinhard, Ludwig (1805–1877) 3, 201
- Reincke-Bloch, Hermann (1867–1929) 5, 273
- Reinmöller, Johannes (1877–1955) 2, 196
- Rettberg, Carl (1808–1883) 6, 233
- Reusner, Christoph d. Ä. (um 1575–1637) 4, 212
- Reusner, Johann (1598–1666) 4, 214
- Reusner, Christoph d. J. (um 1600–1658) 4, 215
- Reuter, Fritz (1810–1874) 2, 200
- Reuter, Georg Johann (1776–1845) 5, 279
- Reuter, Luise (1817–1894) 2, 217
- Riebling, Johannes (um 1493–1554) 4, 217
- Rienäcker, Günther Friedrich Wilhelm (1904–1989) 9, 253
- Rönnberg, Bernhard Heinrich (1716–1760) 10, 195
- Roloff, Jacob Friedrich Christoph (1813–1877) 10, 199
- Roloff, Ludwig (1814–1905) 4, 220
- Rudloff, Friedrich August von (1751–1822) 6, 236
- Rudolf (?–1415) 10, 204
- Rudolf I. Bischof von Schwerin (gest. 1262) 7, 264
- Runge, Daniel (1804–[?]) 4, 222
- Runge, Hans (ca. 1430–1491) 3, 206

## S
- Sanders, Daniel (1819–1897) 3, 209
- Sauer, Ernst (1799–1873) 6, 242
- Sauer, Wilhelm (1831–1916) 6, 245
- Saur, Anna Henriette Wilhelmine Friederike (1868–1940) 9, 259
- Schacht, Valentin (1540–1607) 1, 189
- Schabbell, Hinrich (1531–1600) 8, 253
- Schack, Adolf Friedrich von (1815–1894) 5, 284
- Schäfer, Ernst (1872–1946) 2, 220
- Scharf, Friedrich (1897–1974) 3, 214
- Scharrer, Adam (1889–1948) 10, 208
- Scheffel, Anton (1616–1701) 7, 266
- Schilling, Victor (1883–1960) 2, 227
- Schirrmacher, Friedrich Wilhelm (1824–1904) 2, 232
- Schlie, Friedrich (1839–1902) 3, 217 (4, 309)
- Schlieffen, Wilhelm Graf von (1829–1902) 7, 269
- Schliemann, Heinrich (1822–1890) 4, 224
- Schlitz, Hans Graf von (1763–1831) 9, 262
- Schloepke, Theodor (1812–1878) 5, 293
- Schlüsselburg, Konrad (1543–1619) 1, 192
- Schmaltz, Karl (1867–1940) 3, 226
- Schmidt, Bernhard (1820–1870) 3, 230
- Schmidt, Berthold (1856–1929) 3, 232 (4, 309)
- Schmidt, Carl (1848–1912) 3, 236
- Schmidt, Friedrich (1779–1864) 3, 241
- Schmidt, Friedrich Traugott (1742–1813) 3, 244 (4, 309)
- Schmidt, Karl Johannes (1846–1915) 3, 248 (4, 309)
- Schmidt, Luise (1855–1924) 3, 251
- Schmidt, Paul (1715/16–1798) 8, 257
- Schmidt, Richard (1839–1916) 3, 253
- Schmidt, Wilhelm (1829–1909) 3, 255
- Schmidt, Wilhelm August (1804–1887) 3, 258
- Schnelle, Samuel (1803–1877) 8, 262
- Schorler, Vicke (ca. 1560–1625) 3, 264
- Schräder, Bernhard (1900–1971) 10, 213
- Schreiner, Helmuth (1893–1962) 4, 246
- Schröder, Dieterich (1670–1753) 10, 222
- Schröder, Joachim (1613–1677) 3, 267
- Schröder, Peter (1642–1696) 10, 225
- Schulenburg, Friedrich Graf von der (1865–1939) 7, 273
- Schulenburg, Fritz-Dietlof Graf von der (1902–1944) 8, 268
- Schulenburg, Tisa Gräfin von der (1903–2001) 6, 247
- Schult, Friedrich (1889–1978) 6, 251
- Schultz, Walther (1900–1957) 8, 272
- Schulz, Albert (1895–1974) 7, 277
- Schwentner, Bernhard (1891–1944) 8, 277
- Schwerin, Curd Christoph von (1684–1757) 3, 271
- Scott, Sarah (1720–1795) 3, 276
- Seehase, Hans (1887–1974) 3, 281
- Seidel, Heinrich (1842–1906) 5, 300
- Seidel, Heinrich Alexander (1811–1861) 4, 251
- Severin, Carl Theodor (1763–1836) 8, 281
- Silberstein, Siegfried (1866–1935) 8, 286
- Sivkovich, Hans Ludwig Christian (1881–1968) 9, 267
- Slaggert, Lambert (Lambrecht) (1480–1533) 9, 271
- Slüter, Joachim (gest. 1532) 7, 282
- Sneek, Cornelius H. (gest. 1534) 2, 238
- Sophia, Herzogin von Mecklenburg (1569–1634) 10, 228
- Sophie Charlotte, Königin Englands (1744–1818) 2, 243
- Sophie, Königin Dänemarks (1557–1631) 1, 197
- Spitta, Heinrich (1799–1860) 4, 255
- Sponholz, Gideon (1745–1807) 7, 289
- Sprengel, Auguste Friderica Luise (1847–1934) 9, 277
- Stange, Gustav (1849–1930) 10, 236
- Stannius, Friedrich Hermann (1808–1883) 1, 201
- Starosson, Franz (1874–1919) 8, 292
- Steenbock, Sievert (1822–1904) 7, 293
- Steinhoff, Friedrich (1788–1843) 7, 297
- Steinmann, Paul (1888–1973) 4, 258
- Steinmann, Ernst (1866–1934) 3, 284
- Stella, Tilemann (ca. 1525–1589) 3, 290
- Stelling, Johannes (1877–1933) 2, 248
- Stensen, Niels (1638–1686) 4, 264
- Stillfried, Felix, Pseudonym für Adolf Ferdinand Rudolf Brandt (1851–1910) 9, 287
- Stoll, Heinrich (1910–1977) 6, 260
- Stralendorff, Leopold (um 1540–1626) 4, 269
- Stralendorff, Peter Heinrich (1580–1637) 4, 273
- Strempel, Johann Carl Friedrich (1800–1872) 3, 296
- Struck, Wolf-Heino (1911–1991) 6, 264
- Suhrbier, Max (1902–1971) 6, 267
- Suhrlandt, Rudolph (1781–1862) 4, 27

## T
- Tackert, Carl (1837–1929) 7, 300
- Tarnow, Rudolf (1867–1933) 4, 283
- Techen, Friedrich (1859–1936) 5, 305
- Tessenow, Heinrich (1876–1950) 4, 288
- Teuchert, Hermann (1880–1972) 1, 205
- Theissing, Heinrich (1917–1988) 10, 239
- Thierfelder, Benjamin Theodor (1824–1904) 1, 209
- Thierfelder, Ferdinand Albert (1842–1908) 1, 214
- Thierfelder, Hans (1858–1930) 1, 217
- Thierfelder, Max (1885–1957) 1, 221
- Thünen, Johann Heinrich von (1783–1850) 3, 300
- Tischbein, Albrecht (1803–1881) 10, 248
- Trendelenburg, Friedrich (1844–1924) 7, 303
- Trumpf, Joachim (1687–1729) 4, 294
- Tschirch, Egon (1889–1948) 6, 271
- Türk, Karl (1800–1887) 1, 225
- Tychsen, Oluf Gerhard (1734–1815) 6, 276

## U
- Uhthoff, Wilhelm (1853–1927) 10, 252
- Ulenoge, Wilhelm ([?]–1572) 4, 298
- Ulrich III., Herzog (1527–1603) 1, 231
- Ursula von Mecklenburg (1510–1586) 8, 296
- Uterhart, Carl (1835–1895) 10, 255
- Utitz, Emil (1883–1956) 6, 281

## V
- Vieregge, Caspar (1588–1674) 10, 259
- Viering, Paul (1880–1966) 8, 303
- Vitense, Otto (1880–1948) 1, 236
- Vogel, Samuel (1750–1837) 2, 251
- Volgmann, Walter (1893–1945) 6, 287
- Voß, Ernst (1886–1936) 2, 256
- Voß, Johann Heinrich (1751–1826) 2, 261

## W
- Wachenhusen, Friedrich (1859–1925) 8, 309
- Wachholder, Kurt (1893–1961) 1, 241
- Wagner, Annalise (1903–1986) 7, 309
- Walden, Paul (1863–1957) 5, 308
- Wallenstein, Albrecht Wenzel von (1583–1634) 5, 311
- Wandschneider, Wilhelm (1866–1942) 6, 290
- Warnke, Johannes (1896–1984) 5, 318
- Weiss, John (1773–1843) 1, 245
- Welk, Ehm (1884–1966) 2, 265
- Weltzien, Julius von (1843–1931) 10, 263
- Wendhausen, Albrecht (1880–1945) 10, 268
- Wendorff, Hugo (1864–1945) 8, 314
- Westenholtz, Carl (1736–1789) 4, 302
- Westenholz, Sophia (1759–1838) 10, 274
- Westphalen, Ernst Joachim von (1700–1759) 8, 321
- Wiggers, Julius (1811–1901) 2, 272
- Wiggers, Moritz (1816–1894) 2, 275
- Wilbrandt, Adolf (1837–1911) 6, 295
- Wilbrandt, Christian (1801–1867) 8, 325
- Willebrand, Hermann (1816–1899) 8, 328
- Willgeroth, Gustav (1868–1937) 7, 314
- Winterstein, Hans (1879–1963) 1, 250
- Witte, Friedrich (1829–1893) 3, 305
- Witte, Friedrich Carl (1864–1938) 3, 312
- Witte, Hans (1867–1945) 5, 324
- Witte, Laura (1869–1939) 3, 318
- Witte, Siegfried (1897–1961) 3, 321
- Wohler, Wilhelm (1889–1940) 9, 294
- Wolff (Wolf), Christian Philipp (1772–1820) 10, 281
- Wolkow (Walkow), Peter 9, 296
- Wolmers, Werner (1410–1473) 3, 325
- Wossidlo, Richard (1859–1939) 2, 279
- Wünsch, Carl Heinrich (1779–1855) 7, 318

## Z
- Zahn, Helene (1910–1998) 8, 332
- Zander, Enoch (1873–1957) 6, 299
- Zander, Heinrich (1800–1876) 6, 302
- Zülow, Hermann Hans Rudolph Christian Maximilian von (1806–1879) 9, 299